# Military Working Dog Teams National Monument

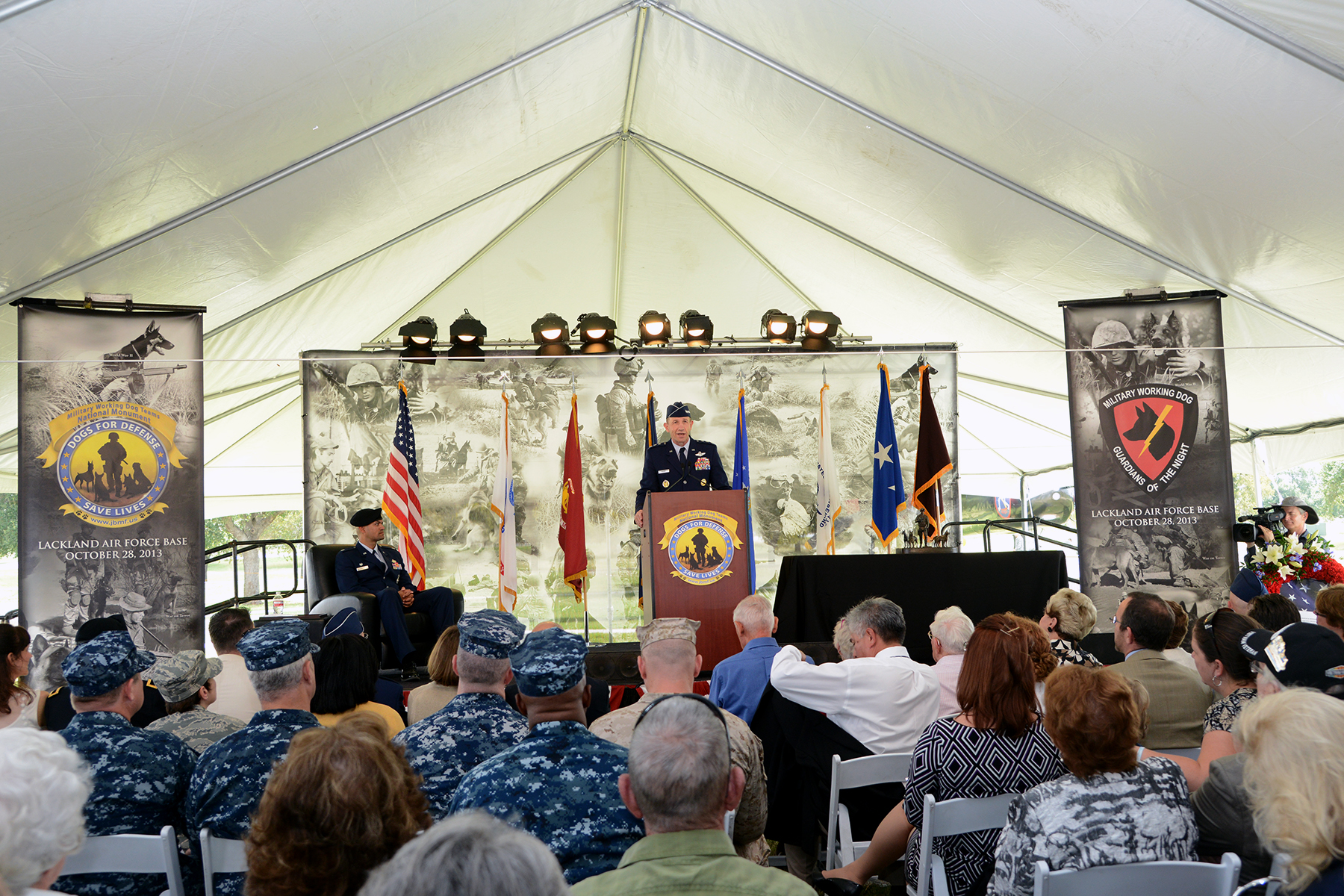
Einweihung 2013

Das Military Working Dog Teams National Monument ist ein US-amerikanisches National Monument und steht auf der Lackland Air Force Base in San Antonio. Es erinnert an den Einsatz von Hunden durch US-Soldaten vom Zweiten Weltkrieg an. Das Denkmal wurde neben dem Paradefeld für die militärische Grundausbildung errichtet. Dieser Standort wurde aufgrund der historischen Bedeutung des Stützpunkts als Ausbildungszentrum und Hauptquartier des Military Working Dog Program des US-Verteidigungsministeriums seit dem Zweiten Weltkrieg ausgewählt. Am 28. Oktober 2013 wurde das Military Working Dog Teams National Monument im Rahmen einer Einweihungszeremonie enthüllt.

## Denkmal

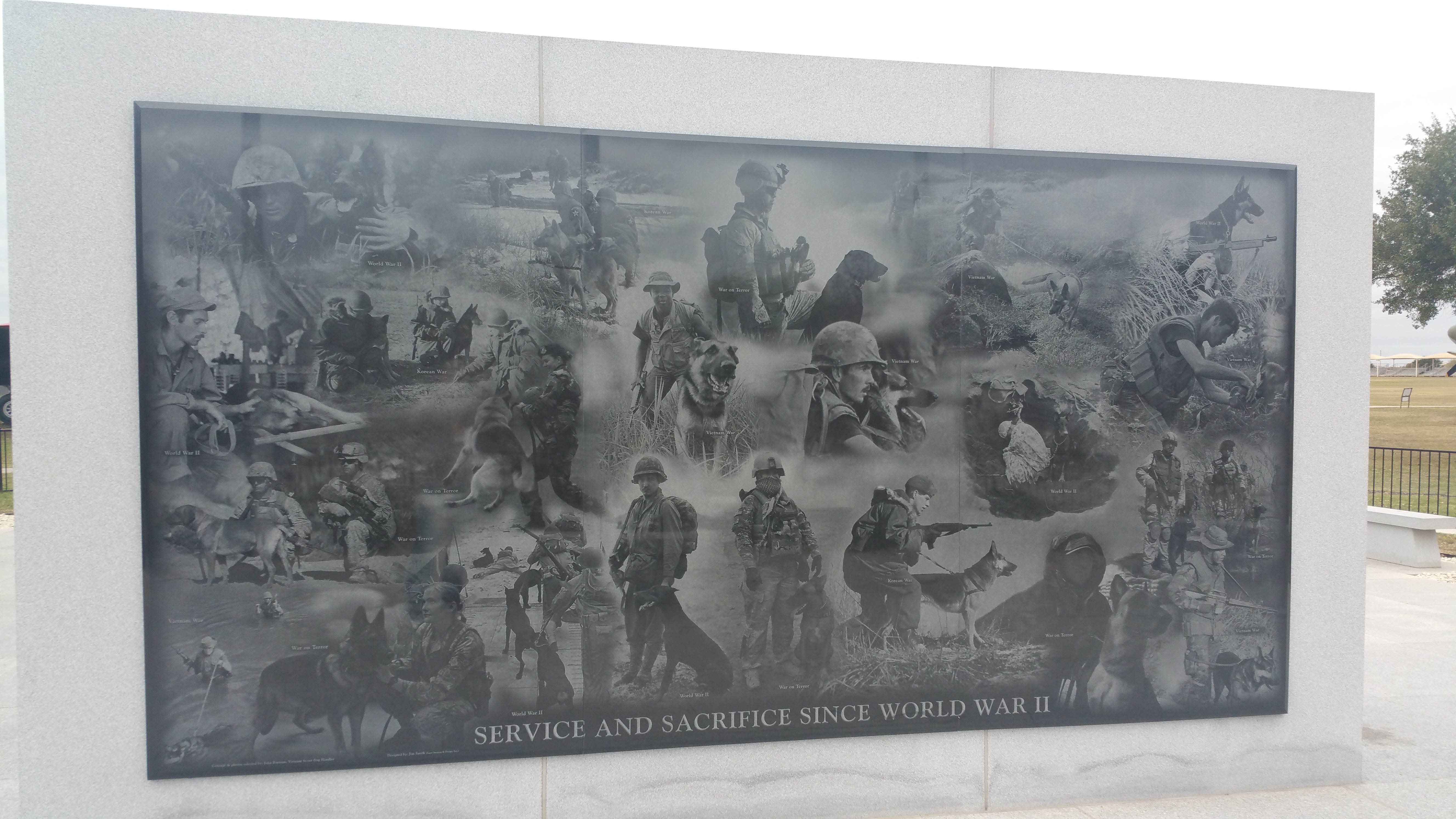
Bild am National Monument

Das Hauptdenkmal Guardians of America's Freedom umfasst auf einem 3000 Quadratmeter großen Platz aus Granit, auf Granitsockeln stehende fünf Bronzeskulpturen von vier Hunden, ein Dobermann Pinscher, ein Deutscher Schäferhund, ein Labrador Retriever und ein Belgischer Malinois, und einem Hundeführer. Das zweite Denkmal Not Forgotten Fountain ist eine Bronzeskulptur, die einen Hundeführer aus dem Vietnamkrieg darstellt, der Wasser aus seiner Feldflasche in einen Helm gießt.

## Geschichte
Das National Monument geht auf den Einsatz von John Burnam zurück, einem Infanteristen der US-Armee, der während des Vietnamkriegs als Spürhundführer mit Deutschen Schäferhunden eingesetzt war. Da seine Kriegshundepartner in Vietnam starben, wollte er die Erinnerung an sie wach halten und setzte sich für die Errichtung des Denkmals ein. Um die Grundlage für das Projekt zu schaffen, gründete er 2008 die John Burnam Monument Foundation. Mit Unterstützung des Kongressabgeordneten Walter B. Jones wurde der National Defense Authorization Act 2008 vom US-Kongress geändert und von Präsident George W. Bush unterzeichnet. Die Burnam Foundation ermächtigt das Gesetz, das Military Working Dog Teams National Monument zu entwerfen, zu finanzieren, zu bauen und zu unterhalten. Die Burnam Foundation warb um Privat- und Unternehmensspenden und sammelte mehr als 2 Millionen Dollar für das nur durch Spenden finanzierte National Monument. Da das Denkmal nicht auf der National Mall in Washington, aufgestellt werden konnte, wurde die Lackland Air Force Base als geeignetster Alternativstandort ausgewählt. Die Air Force Base stellte das für den Bau des Denkmals benötigte Grundstück neben dem Paradeplatz zur Verfügung. Im Jahr 2014 wurde die John Burnam Monument Foundation aufgelöst, das Denkmal an die Air Force Base verschenkt und die Instandhaltung des Denkmals an die Airman Heritage Foundation übertragen.
Nachdem die Gedenkstätte in einer aktiven Basis liegt, haben nur Inhaber einen Ausweises des US-Verteidigungsministeriums unbeschränkten Zugang. US-Staatsangehörige können zu amtlichen Öffnungszeiten an einem Tor der Basis nach Kontrolle ihres Ausweises eine Zugangserlaubnis erhalten.